# Campylomormyrus elephas
Campylomormyrus elephas är en fiskart som först beskrevs av Boulenger, 1898.  Campylomormyrus elephas ingår i släktet Campylomormyrus och familjen Mormyridae. IUCN kategoriserar arten globalt som livskraftig. Inga underarter finns listade.